# Heterozerconidae
Heterozerconidae sind eine Milbenfamilie aus der Ordnung Mesostigmata. Die adulten Milben besitzen seitlich auf dem Hinterleib relativ große Saugnäpfe, mit denen sie sich an die glatten Schuppen von Reptilien wie Blindschleichen, Doppelschleichen und Schlangen anheften können. Die meisten Arten sind jedoch an größeren Doppelfüßern zu finden.

## Merkmale
Die Heterozerconidae besitzen wie die nahe verwandte Familie der Discozerconidae zwei Saugnäpfe. Bei den Heterozerconidae sind sie seitlich auf dem Hinterleib angebracht. Ein weiteres Unterscheidungsmerkmal ist ein schraubenförmiger Spermatodactylus auf dem unbeweglichen Finger der Cheliceren der Männchen und ein sekundäres Spermienzugangssystem bei den Weibchen der Heterozerconidae.

## Verbreitung
Die Arten der Heterozerconidae sind in den tropischen und subtropischen Zonen fast weltweit verbreitet. Sie fehlen jedoch in der australischen Faunenzone, wo es aber einige Arten aus der nahe verwandten Familie der Discozerconidae gibt.

## Lebensweise
Die Heterozerconidae heften sich im Erwachsenenstadium mit Hilfe ihrer Saugnäpfe an Doppelfüßer, Blindschleichen, Doppelschleichen und Schlangen.
Wovon sich die Heterozerconidae ernähren, wenn sie sich an ein Tier heften, ist unbekannt. Es wäre denkbar, dass sie sich wie die Vertreter vieler anderer Milbenfamilien von den größeren Tieren nur transportieren lassen (Phoresie). Bei der zu den Heterozerconidae gehörenden Milbe Amheterozercon amphisbaenae, die an Doppelschleichen zu finden ist, wurde Blut im Verdauungstrakt festgestellt. Dies könnte ein Hinweis darauf sein, dass zumindest die auf Reptilien spezialisierten Milben aus der Kohorte Heterozerconina auf ihren Wirtstieren parasitieren und wie die ebenfalls zur Milben-Überordnung Parasitiformes zählenden Zecken deren Blut saugen.

## Taxonomie und Systematik
Die stammesgeschichtliche Verwandtschaft der beiden Schwestergruppen Heterozerconidae und Discozerconidae zu den anderen Milbengruppen ist umstritten. Johnston vermutete eine Verwandtschaft mit den Trigynaspida, aber molekulargenetische Untersuchungen im Jahr 2004 zeigten, dass es sich bei diesen Milben um weitgehend spezialisierte Arten der Unterordnung Sejina handeln könnte. Es müssen aber weitere Studien durchgeführt werden, um diese Verwandtschaftsbeziehungen zu klären.

## Arten
Die Heterozerconidae umfassen acht Gattungen mit 20 Arten:
- Gattung Afroheterozercon Fain, 1989
  - Afroheterozercon ancoratus Fain, 1989
  - Afroheterozercon gabonensis Klompen, Amin & Gerdeman, 2013[9]
  - Afroheterozercon goodmani Klompen, Amin & Gerdeman, 2013[9]
  - Afroheterozercon madagascariensis Klompen, Amin & Gerdeman, 2013[9]
  - Afroheterozercon mahsbergi Klompen, Amin & Gerdeman, 2013[9]
  - Afroheterozercon pachybolus (Fain, 1988)
  - Afroheterozercon sanghae Klompen, Amin & Gerdeman, 2013[9]
  - Afroheterozercon spirostreptus (Fain, 1988)
  - Afroheterozercon tanzaniensis Klompen, Amin & Gerdeman, 2013[9]
- Gattung Allozercon Vitzthum, 1926
  - Allozercon fecundissimus Vitzthum, 1926
- Gattung Amheterozercon Fain, 1989 (Synonym: Zeterohercon Flechtmann & Johnston, 1990)
  - Amheterozercon amphisbaenae (Flechtmann & Johnston, 1990)
  - Amheterozercon elegans (Lizaso, 1981)
  - Amheterozercon oudemansi (Finnegan, 1931)
- Gattung Asioheterozercon Fain, 1989
  - Asioheterozercon audax (Berlese, 1910)
- Gattung Atacoseius Berlese, 1905
  - Atacoseius pellucens Berlese, 1905
- Gattung Heterozercon Berlese, 1888
  - Heterozercon degeneratus Berlese, 1888
  - Heterozercon microsuctus Fain, 1989
  - Heterozercon spirostreptus Fain, 1988
- Gattung Maracazercon Fain, 1989
  - Maracazercon joliveti Fain, 1989
- Gattung Zeterohercon Flechtmann & Johnston, 1990 siehe Gattung Amheterozercon